# Nikolausberg
Nikolausberg ist ein nordöstlicher Stadtteil der Universitätsstadt Göttingen. Er ist ebenso wie der benachbarte Stadtteil Roringen mit 280 bis 350 m ü. NN bis zu 200 m höher als die Göttinger Innenstadt gelegen. Während 1896 im Ort 288 Einwohner verzeichnet waren, hat sich deren Zahl seit dem Bau der Wasserleitung in den 1950er-Jahren stark gesteigert und betrug 2023 bereits 3.330.

## Geographie
Die als Naturschutzgebiete ausgewiesenen Flächen am Feldbornberg und im Bratental beherbergen zahlreiche geschützte und seltene einheimische Pflanzen- und Tierarten.

## Geschichte
Über die Entstehung des Ortes existieren keine Überlieferungen. Belegt ist, dass Nikolausberg in früheren Zeiten die Ortsnamen Olrikes- Odelrades-, Oldershusen- Olredeshusen-, Adelrades- Ulrades-, sowie Ulrideshusen trug. Die Gründung fand wahrscheinlich zu Beginn des 12. Jahrhunderts statt und steht in enger Verbindung mit dem einst im Ort entstandenen Kloster. Nachdem ein Brand und die günstigere Tallage die Bewohner dazu veranlassten, das Kloster nach Weende zu verlegen, verblieb zwar der Grundbesitz vor Ort in klösterlicher Hand. Dieses veräußerte es aber nach und nach zu einem günstigen Erbzins, damit die Siedler auf dem Nikolausberg anbauen konnten. Auf diese Weise soll das Dorf Klausberg entstanden sein.

### Ortsname
Der Name leitet sich von einer Legende ab, nach der in der Klosterkirche Nikolausberg Gebeine des Nikolaus von Myra aufbewahrt wurden. Laut der Legende kamen im Jahre 999 n. Chr. drei Pilger, von denen einer Reliquien des heiligen Nikolaus der Kirche sterbend hinterließ, zur Kapelle auf dem Nikolausberg. Diese Legende muss allerdings als zweifelhaft angesehen werden, da die Gebeine von Sankt Nikolaus erst 1087 n. Chr. aus der heutigen Türkei nach Südeuropa gelangten. Der Name Nikolausberg hat sich wohl erst seit dem 16. Jahrhundert durchgesetzt, zunächst auch in der Verkürzung Clausberg. Der ursprüngliche Name der Gemeinde war Ulrideshusen, mit weiteren Erwähnungen als Adelratheshusen, Ulradeshusen, Olerdeshausen und Olrikshusen.

### Eingemeindung
Am 4. Juli 1964 wurde die bis dahin selbständige Gemeinde Nikolausberg in die Kreisstadt Göttingen eingegliedert.

## Politik
Nikolausberg hat einen Ortsrat, der neun Mitglieder umfasst. Ortsbürgermeisterin ist seit 2014 Karola Margraf. Seit der Kommunalwahl 2021 ist der Ortsrat wie folgt besetzt:
| Ortsrat Nikolausberg 2021Insgesamt 9 Sitze - SPD: 3 - Grüne: 2 - BfnS: 1 - FDP: 1 - CDU: 2 BfnS: Bündnis für nachhaltige Stadtentwicklung |

## Bildung und Forschung
Etwa 0,5 Kilometer vor Nikolausberg, Am Faßberg, befinden sich zwei Institute der Max-Planck-Gesellschaft, das MPI für Multidisziplinäre Naturwissenschaften und das MPI für Dynamik und Selbstorganisation. Letzteres fällt insbesondere durch die Architektur seiner Experimentierhalle auf.
Im Osten Nikolausbergs befindet sich die nach dem Pädagogen Janusz Korczak benannte Grundschule. Es handelt sich um eine zweizügige, so genannte „Verlässliche Grundschule“, mit rund 180 Kindern. Neben dem eigentlichen Schulgebäude von 1971, das 2005 außen und 2008 innen modernisiert wurde, befinden sich die Otto-Nolte-Sporthalle und ein Erweiterungsbau. Die Halle wird von der Schule und vom Sportverein Nikolausberger Sport Club (NSC) genutzt. Der Erweiterungsbau war von Anfang an geplant, aber erst nach massivem Bürgerengagement und Unterstützung durch den Förderverein, konnte ihn die Schule 2005 bauen. In die freigewordenen Räume zog die Zweigstelle Nikolausberg der Stadtbibliothek Göttingen, und einige Räume wurden zu Klassenzimmern umgebaut. Die Schule gewann mehrere Male den Preis Umweltschule in Europa.

## Kultur und Sehenswürdigkeiten

### Klosterkirche

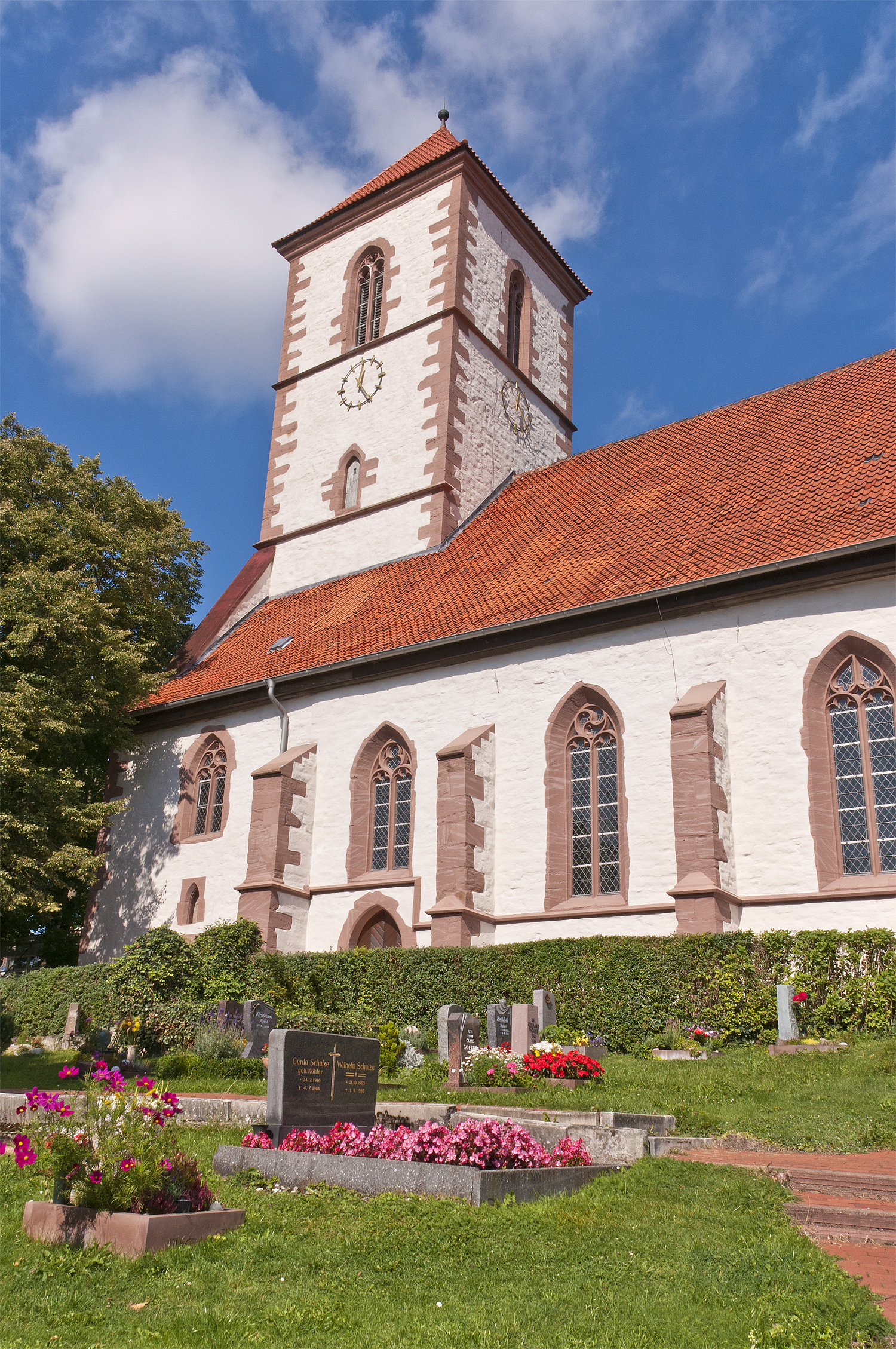
Klosterkirche

Die Gründung der Klosterkirche ist historisch nicht belegt. Die Kirche beinhaltet allerdings Reste eines Augustinerinnenklosters. Letzteres ist aus dem Jahre 1162 durch eine Urkunde belegt, in der Papst Alexander III. den Nonnen Nikolausbergs den Besitz ihres Klosters bestätigt. Außerdem gehörten dem Kloster laut dieser Urkunde auch vier Hufen im benachbarten Dorf Roringen. Das Nonnenkloster wurde bereits um 1180 n. Chr. nach Weende verlegt, wahrscheinlich wegen der schwer erreichbaren Lage und Mangels an Frischwasser in direkter Umgebung des Klosters. Im 19. Jahrhundert waren von den Klostergebäuden noch Reste der Grundmauern an der Stelle sichtbar, an der heute das Gemeindehaus steht. An das Nonnenkloster erinnern noch Straßennamen wie „Augustinerstraße“, „Am Kreuze“ und „Nonnenstieg“. Dank der Reliquien, die auch nach 1180 noch in der Kirche verblieben, behielt die Kirche bis in die Reformationszeit ihre Bedeutung als Wallfahrtsort.
Seit 2015 ist die Kirche Austragungsort der Nikolausberger Musiktage.

### Rieswarte
Rund 2 km nordöstlich des Ortes liegt am Waldrand die Ruine der Rieswarte oder Nikolausberger Warte. Dieser Wartturm wurde 1438–1442 als Teil der zweiten Landwehrlinie der Göttinger Landwehr errichtet und sicherte die Fernstraße von Göttingen nach Katlenburg. 1980–1982 wurde das Gelände archäologisch untersucht und die Ruine instand gesetzt.

### Heimatverein
1984 wurde der gemeinnützige Verein zur Pflege des historischen Ortsbilds und der Naturschönheiten in der Gemarkung Nikolausberg gegründet. Durch seine Veranstaltungen bietet er Einblicke in die Geschichte des Ortes und der näheren Umgebung und fördert lokale Traditionen.

## Sport
Der Nikolausberger Sport Club (NSC) ist ein im Jahre 1947 gegründeter Sportverein, der unter anderem die Sportarten Fußball, Tennis, Tischtennis, Gymnastik, Wandern und Judo anbietet. Der Club besitzt einen Sportplatz und ein Freibad. Bei vielen der Sportmöglichkeiten wird auch die Turnhalle der benachbarten Grundschule, die Otto-Nolte-Halle, genutzt.

## Sendeanlage des NDR
Auf dem Nikolausberg befindet sich seit 1951 eine Sendeanlage des NDR (51° 34′ 12″ N, 9° 58′ 55″ O). Ursprünglich war der 109 Meter hohe Sendemast der Anlage ein gegen Erde isolierter selbststrahlender Sendemast, der aber schon vor den 1970er Jahren in einen geerdeten Sendemast für UKW und TV umgebaut wurde. Dieser Sendemast wurde am 14. Dezember 2022 gesprengt, weil er nicht mehr den Bauvorschriften entsprach. Eine neue Antenne war zuvor schon in Betrieb genommen worden. Nikolausberg wurde erst mit dem Bau des Senders mit einer asphaltierten Straße an das regionale Straßennetz verbunden. Zuvor war es nur durch eine Schotterstraße zu erreichen, die sogenannte „alte Straße“, die weitgehend parallel nördlich der heutigen Straße im Talgrund und entlang des Galgenberges auch heute noch zu begehen ist.

### Analoger Hörfunk (UKW)
| Sendername          | Frequenz | ERP   |
| ------------------- | -------- | ----- |
| NDR 1 Niedersachsen | 88,5 MHz | 5 kW  |
| NDR 2               | 94,1 MHz | 5 kW  |
| N-JOY               | 95,9 MHz | 500 W |
| NDR Kultur          | 96,8 MHz | 500 W |
| NDR Info            | 99,9 MHz | 5 kW  |

### Digitaler Hörfunk (DAB / DAB+)
Das Digitalradio (DAB+) wird in vertikaler Polarisation und im Gleichwellenbetrieb mit anderen Sendern ausgestrahlt. 
| Block                    | Programme (Datendienste) | ERP (kW) | Antennen- diagramm rund (ND), gerichtet (D) | Polarisation horizontal (H)/ vertikal (V) | Gleichwellennetz (SFN) |
| ------------------------ | --- | -------- | ------------------------------------------- | ----------------------------------------- | --- |
| 6C NDR NDS BS (D__00291) | DAB+ Block des Norddeutschen Rundfunks: - NDR 1 NDS BS (Braunschweig) (104 kbps) - NDR 2 NDS (104 kbps) - NDR Kultur (104 kbps) - NDR Info NDS (104 kbps) - N-Joy (104 kbps) - NDR Blue (104 kbps) - NDR Schlager (104 kbps) - NDR Info Spezial (104 kbps) - NDR BWS (16 kbps) - ARD TPEG (16 kbps) | 10       |                                             | V                                         | Bad Sachsa (Ravensberg), Braunlage (Hohegeiss), Braunschweig (Drachenberg), Einbeck (Fuchshöhlenberg), Göttingen (Bovenden), Göttingen (Nikolausberg), Goslar (Sudmerberg), Hann. Münden/Tannenkamp, Holzminden-Neuhaus, Lügde-Rischenau (Köterberg), Salzgitter/Klein Flöthe, Staufenberg-Sichelnstein, Torfhaus, Uelzen, Wolfsburg (Klieversberg) |

## Wirtschaft und Infrastruktur
Nikolausberg verfügt über verschiedene Infrastruktureinrichtungen wie Kindergarten, Grundschule und Hort und Einrichtungen der medizinischen Versorgung, Physiotherapie und Arztpraxis. Darüber hinaus gibt es Einkaufsmöglichkeiten mit einem Supermarkt und Gast- sowie Unterkunftsgewerbe.